# Infierno, canto segundo

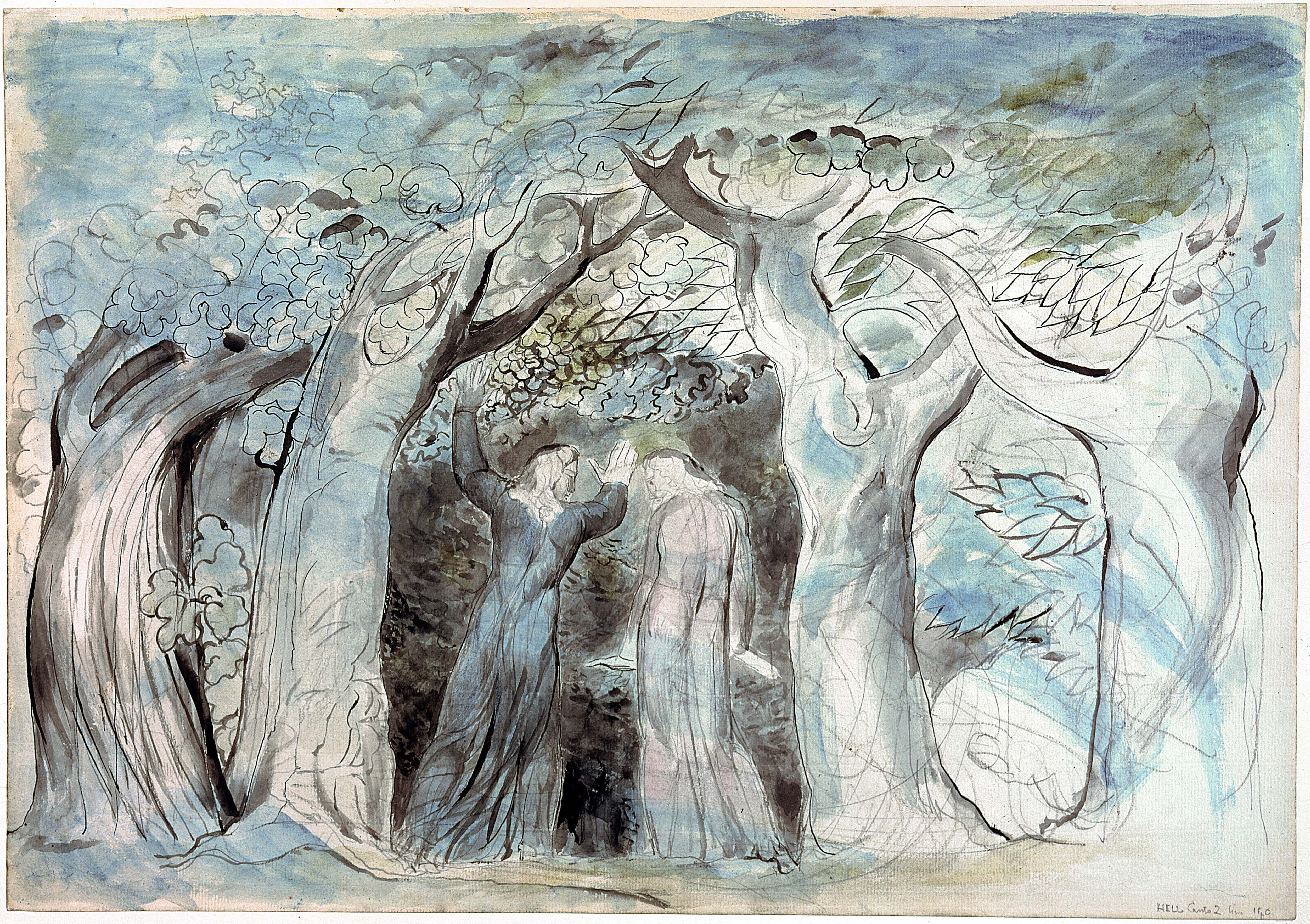
William Blake, ilustración al II canto.

El segundo canto del Infierno de Dante Alighieri es el proemio del poema y se desarrolla afuera de la selva. Es la noche del 8 de abril de 1300 (Viernes Santo), o según otros comentadores es el 25 de marzo de 1300 (aniversario de la encarnación de Cristo).

## Incipit
Canto secondo de la prima parte ne la quale fa proemio a la prima cantica cioè a la prima parte di questo libro solamente, e in questo canto tratta l'auttore come trovò Virgilio, il quale il fece sicuro del cammino per le tre donne che di lui aveano cura ne la corte del cielo.

## Análisis del canto

### Perplejidad y temores de Dante (vv. 1-42)
Dante, después de haber trascurrido una noche y un día entre la selva y la cuesta de la colina, inicia de noche su viaje al más allá. En la tierra todos descansan, solo Dante se apresura a iniciar un duro viaje (la guerra) y quizás superior a sus fuerzas: se trata, de hecho, de un viaje no solo físico, sino también espiritual (de hecho toda la Divina comedia está considerada como un viaje de conversión a través de la gradual expiación del pecado en el Infierno, la purificación en el Purgatorio y la beatificación en el Paraíso). Todo será narrado por una mente que no yerra, es decir, que se acuerda bien lo que ha visto.

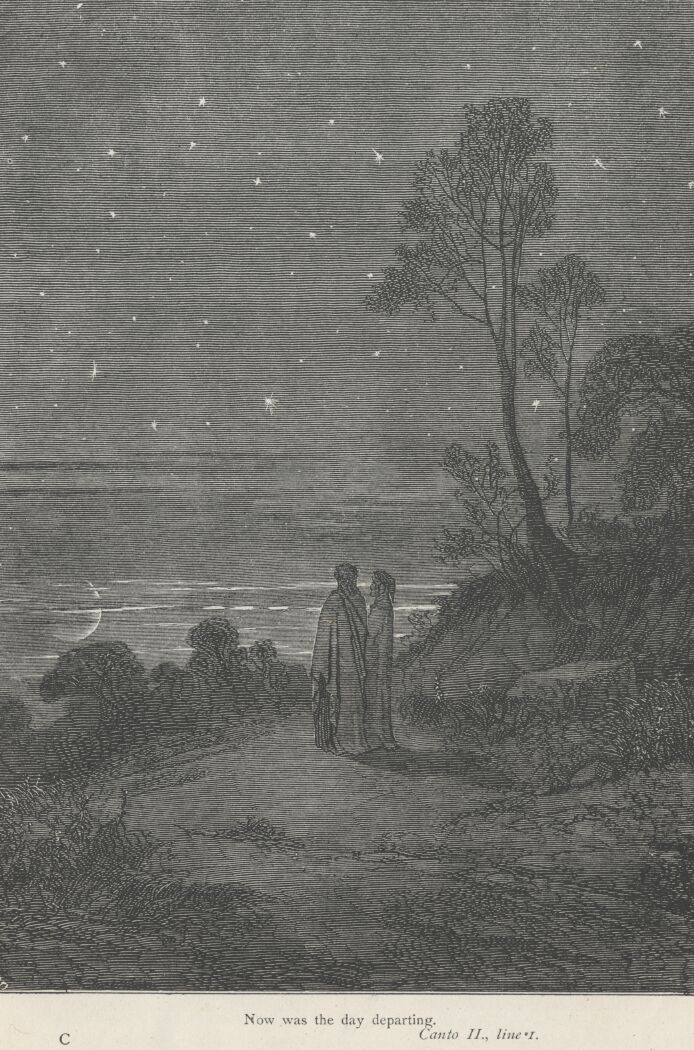
La noche cae en el inicio del canto, ilustración de Gustave Doré.

El segundo canto es el proemio del Infierno y por eso Dante invoca a las Musas para ayudarlo en la dura tarea de explicar sin errores todo lo que vio: aquí se verá la nobleza de su ingenio como poeta y como hombre.
Esta reflexión sobre la grandeza de su mente provoca en Dante una reflexión sobre su virtud: le pide a su maestro ver si es fuerte mi virtud, es decir, si está a la altura, antes de partir para el alto paso (el difícil viaje).
Otros tuvieron experiencia, todavía vivos, en el reino de ultratumba:
- Eneas, padre de Silvio que fue al Averno sensiblemente, es decir con su propio cuerpo y sus propios sentidos, acompañado por la Sibila. Dios (adversario de todo mal) se lo concedió porque sabía la importante tarea que le esperaba: la fundación de Roma caput mundi y sede de la Iglesia apostólica (el lugar santo / donde está la sede del sucesor del mayor Pedro). Gracias a esa visita en el otro mundo, Eneas fue capaz de entender cosas que fueron la causa de su victoria y (pasando a la era cristiana) del papal manto.
- El Vaso de elección, es decir San Pablo (según la Segunda epístola a los corintios donde el apóstol dice que fue secuestrado por el tercer cielo) que obtuvo la tarea de Dios de dar firmeza a la fe cristiana en el periodo inicial.

Pero yo ¿porqué he de ir? o ¿quién lo concede?

No soy Eneas, Pablo no soy:

que sea digno, ni yo ni nadie lo cree.
vv. 30-33

Por lo tanto Dante no se siente digno de tal tarea (ni él ni ningún otro) porque teme terminar loco. Así, en aquella cuesta obscura Dante se siente como aquel que estorba al hombre tanto porque nuevos pensamientos le hicieron cambiar de idea y ahora no quiere pensar en empezar la empresa. Entonces se arrepiente de haber aceptado tan rápidamente.

### Consuelo de Virgilio y ayuda de las tres mujeres (vv. 43-126)

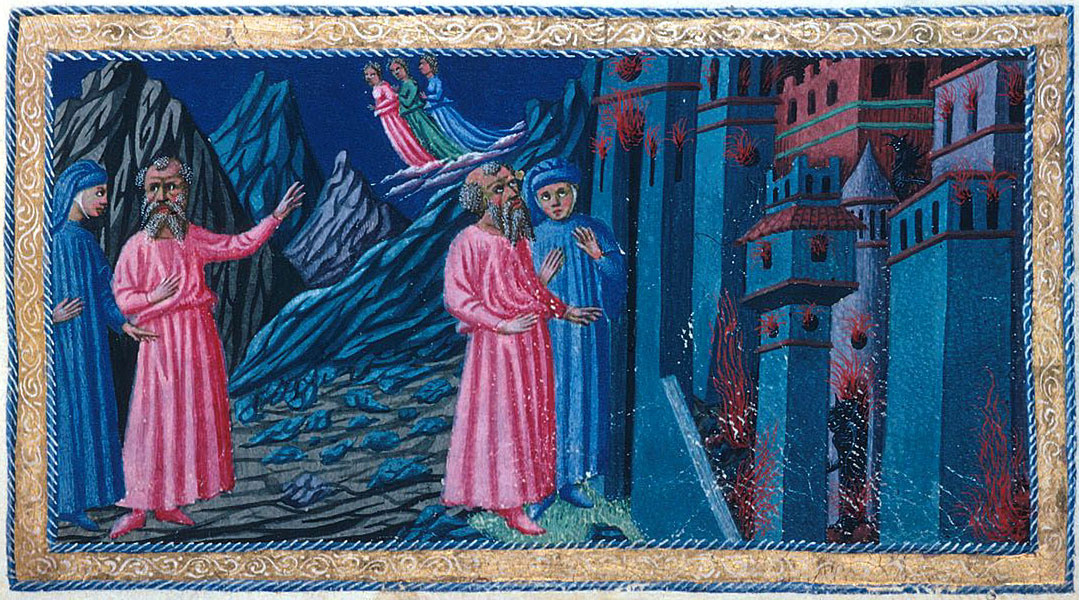
Priamo della Quercia, ilustración al II canto.

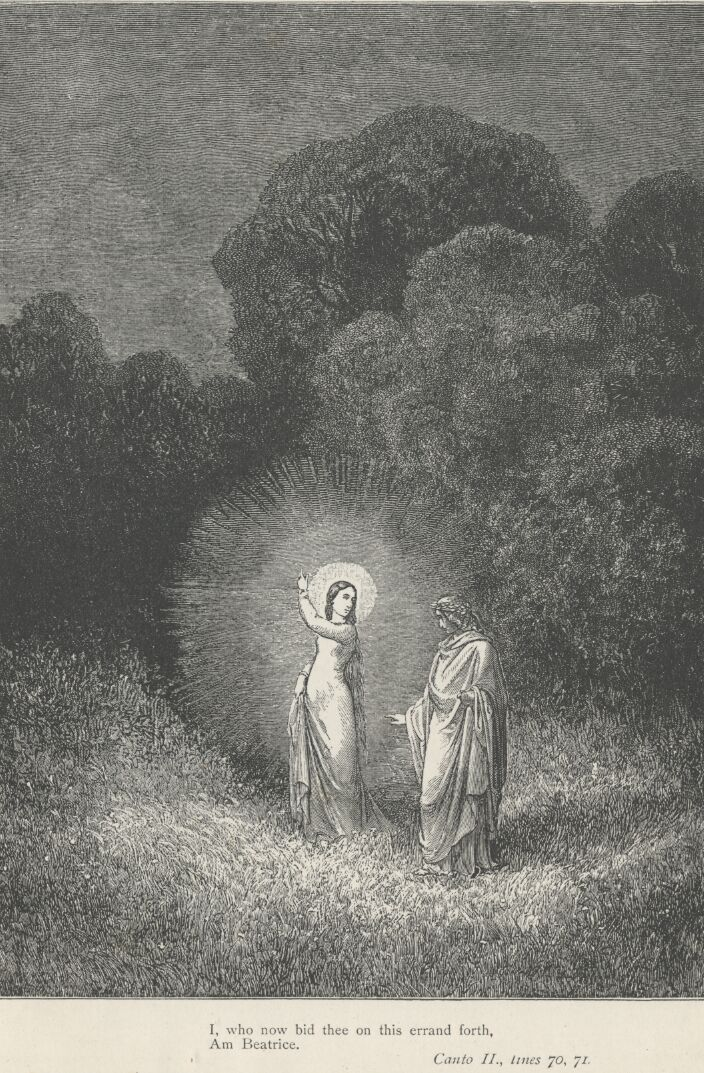
Encuentro con Beatriz, por Gustave Doré.

Virgilio no se demora y responde: «Si entendí bien tus palabras, tu alma está ahora ofendida de bajeza, la cual generalmente estorba a los hombres alejándolos de las empresas "honradas", como cuando una bestia se asusta de algo que en verdad es su sombra. Para que se aleje ese miedo te explicaré porque vine a vos y me preocupé por ti». Inicia entonces la explicación de lo que sucedió a Virgilio mientras Dante estaba perdido en la selva, con un flash-back contemporáneo a los eventos del primer canto. Virgilio se encontraba entre aquellos en suspenso (en el Limbo) cuando fue llamado por una mujer bendita y bella, que le hizo sentir la necesidad espontánea de ser mandado, de obedecerle. Virgilio no lo dice en seguida pero es la figura angelical de Beatriz. Una de las protagonistas más importantes del poema, que hace su ingreso, indirecto, en este canto.
Ella tenía los ojos más lucientes que una estrella y comenzó dirigiéndose a él suave y humilde con voz angelical (perífrasis): «Oh alma cortés mantuana, con fama todavía sobre el mundo y que durará cuanto se mueva el mundo, mi amigo Dante, desinteresado, está impedido en el camino de la selva, tanto que ya volvió atrás por miedo, y temo que se haya ya perdido porque me levanté demasiado tarde para socorrerlo, después que oí lo que me han dicho de él en el cielo... Ahora ve, y con tu bella arte (retórica) y con aquello que sirva para salvarlo ayúdale, así me siento consolada. Quien te hace ir soy yo, Beatriz, y vengo del lugar al cual quiero volver, de donde me movió el amor que me hace hablar; cuando vuelva delante a mi Señor con él te celebraré».
Virgilio responde con entusiasmo a aquella mujer que llama «mujer de virtud única», por la cual la especie humana llega al cielo con el círculo menor (el de la Luna, es decir, que la gente supera las cosas terrenales), diciéndole que está tan feliz de su orden que no ve la hora de obedecerle, basta que ella le diga su deseo. Pregunta también por cual razón ella no temió en bajar al centro del universo, a donde ella quiere regresar (la Tierra era el centro del universo en el sistema tolemaico y para los Padres de la Iglesia en el centro de la tierra se extendía el infierno, que es el punto más lejano a Dios).
Beatriz entonces responde que ella no le teme al Infierno, porque no es cosa que le haga mal ya que siendo criatura divina no tienen efecto sobre ella la llamas de aquel incendio. Hay una mujer en el paraíso (probablemente María) que no le gusta a donde ella está mandando a Virgilio y que con su misericordia quebranta el severo juicio divino. Ésta pidió a Lucía de proteger a aquel fiel (en el Convivio III 9, 15-16 Dante cuenta de haber tenido una grave enfermedad en los ojos y que pidió la ayuda de la protectora de los ojos). Entonces Lucia fue donde estaba Beatriz, sentada al lado de Raquel y le habló (se note como las palabras de Lucía son contadas por Beatriz a través de la historia de Virgilio, a través de la narración de Dante): (perífrasis) «Beatriz, verdadero elogio de Dios, ¿por qué no socorres a aquél que te amó tanto y que por ti salió de la vulgar tropa?» (de nuevo el tema del amor espiritual que enaltece a los hombres). «¿No siente el dolor de su llanto, no ves como él combate la muerte sobre el río donde el mar no prevalece?». Beatriz continua explicando como se apuró a bajar sobre su bendito escalón con la fe en la palabra de Virgilio, que lo honra a él y a quien lo oiga.
Terminado de narrar el discurso de Beatriz, Virgilio prosigue: él sintió los ojos lagrimarle después del suave discurso de Beatriz y vino inmediatamente con Dante, como ella había querido. Lo alejó de la bestia (la loba), que le había impedido el camino corto para subir el monte. Comienza después a insistirle en preguntarle a Dante qué le sucede, porque él se atrasa; ¿porqué tiene tanda ruindad en el corazón, cuando tres mujeres benditas se preocuparon de él en la corte celeste y cuando el buen razonamiento que le dijo Virgilio prometa tantas cosas buenas?
También el viaje de Dante responde a un designio providencial, como aquellos de Eneas y San Pablo. Siendo la voluntad de Dios, no es solo conquista personal y elección personal, pero se considera en aspectos generales como el viaje de toda la humanidad para alcanzar paz y justicia.

### Renovada seguridad en Dante (vv. 127-142)

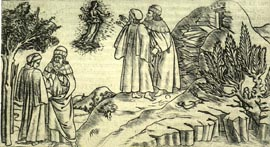
Baccio Baldini, Virgilio muestra a Beatriz en el cielo a Dante.

Gracias a estas palabras Dante se reanima, como aquellas flores que dobladas por la escarcha nocturna se levantan con fuerza cuando el sol las calienta. Sin vacilar, agradece a Beatriz (piadosa) y a Virgilio (gentil) y se declara, como ya había dicho antes, preparado a seguirlo en su difícil camino: sus dos voluntades son ahora una sola, es decir Dante concuerda con Virgilio, su duca (que lo sigue atrás en el andar), señor (que toma la decisiones, manda) y maestro (que explica y resuelve las dudas). Entonces Dante parte y entra por un camino «alto e silvestro», es decir, duro y salvaje.